# Теплице на Метуји
Теплице на Метуји (чеш. Teplice nad Metují) град је у Чешкој Републици. Град се налази у управној јединици Краловехрадечки крај, у оквиру којег припада округу Наход.

## Становништво
Према подацима о броју становника из 2014. године град је имао 1.700 становника.